# ベラ・フレック
ベラ・アントン・レオス・フレック（Béla Anton Leoš Fleck 1958年7月10日 - ）はアメリカのバンジョー奏者である。喝采を博す名演奏家としてのフレックは、革新的かつ技巧を極めた先駆的バンジョー奏者であり、バンジョーという楽器のアンバサダー的役割を果たしている。ブルーグラス、ジャズ、クラシック、ロックおよびさまざまなワールドミュージックのジャンルにわたる演奏活動を行っている。フレックはニュー・グラス・リヴァイヴァルやベラ・フレック&フレックトーンズといったバンドでの活動でもっともよく知られている。グラミー賞を18回受賞し、42回ノミネートされている。
2020年、フレックはニュー・グラス・リヴァイヴァルのメンバーとしてブルーグラスの殿堂入りを果たした。

## 生い立ちと経歴
フレックはニューヨークに生まれ、ハンガリーの作曲家バルトーク・ベーラ、オーストリアの作曲家アントン・ヴェーベルン、チェコの作曲家レオシュ・ヤナーチェクの3人の名にちなんで父親から名付けられた。フレックの両親は彼が1歳のときに離婚し、フレックとフレックの兄は公立学校の教師だった母親とともに暮らした。フレックが40代になってから捜し出すまでは父親に会うことは一度もなかった。フレックはテレビ番組「じゃじゃ馬億万長者」のテーマソングを弾いていたアール・スクラッグスのバンジョーを聴いた幼いとき、またジョン・ブアマンの映画『脱出』を観て、エリック・ワイスバーグとスティーヴ・マンデルが弾くテーマ曲「デュエリング・バンジョーズ(Dueling Banjos)」を聴いた14歳のとき、バンジョーに惹き付けられた。15歳のときには、自らにとって初のバンジョーを祖父から贈られた。また電車で帰宅中に出会ったとある人物はバンジョーを自ら調弦してくれ、ピート・シーガーの書いた『5弦バンジョーの弾き方』という教則本を使うことを勧めてくれた。フレックはニューヨークの音楽芸術高校に入学し、フレンチ・ホルンを演奏していたが落第し、合唱部に移籍させられた。もっともフレックはほとんどの時間をバンジョーを弾いて過ごした。ピート・ワーニックの書いた『ブルーグラス・バンジョー』という教則本で勉強し、エリック・ダーリング、マーク・ホロウィッツそしてトニー・トリシカからレッスンを受けた。
高校卒業後、フレックはボストンに移ると、地元のブルーグラス・バンド、テイスティ・リックスのメンバーとなり、2枚のアルバムを録音した。フレックはファースト・ソロ・アルバム『クロシング・ザ・トラックス(Crossing the Tracks)』(1979年)をリリースし、同アルバムはフレッツ誌の読者によって最優秀総合アルバムに選出された
。このアルバムは彼のプログレッシブ・ブルーグラス作曲への最初の冒険であった。
フレックはベース奏者のマーク・シャッツとともにボストンの街上で演奏した。ギター奏者のグレン・ローソンとマンドリン奏者のジミー・グッドローと一緒になって1981年にスペクトラムを結成した。同年、サム・ブッシュがフレックにニュー・グラス・リヴァイヴァルへの参加を請い、フレックは同バンドで9年間演奏することとなった。1984年、フレックは、ジェリー・ダグラス、ローランド・ホワイト、ブレイン・スプラウスとともにドレッドフル・スネイクスのアルバム『スネイクス・アライヴ!(Snakes Alive!)』(Rounder 0177)で演奏した。この間、1987年にフレックは新たなソロ・アルバム『ドライヴ(Drive)』を録音し、同アルバムは1989年、グラミー賞に新たに開設された部門、最優秀ブルーグラス・アルバムにノミネートされた。1980年代、フレックとブッシュはさまざまなブルーグラス・フェスティバル、とりわけ毎年開催されるテルユライド・ブルーグラス・フェスティバルにおいて、ドクおよびマール・ワトソン親子とライヴ演奏もした。またフレックは1990年8月5日、ハースト・グリーク・シアターにおいてジェリー・ガルシアとも共演した。

## ベラ・フレック&フレックトーンズ

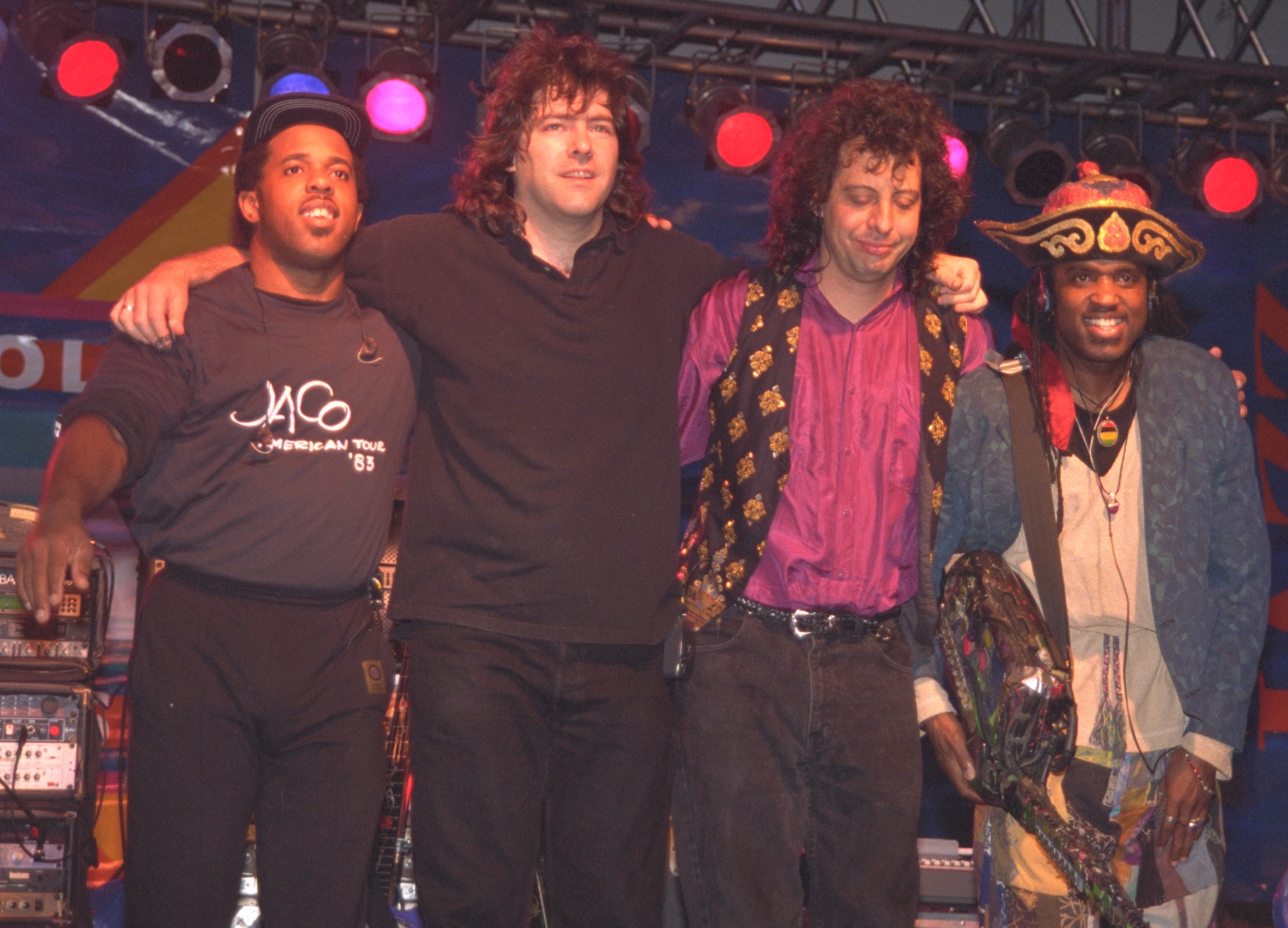
ベラ・フレック&フレックトーンズ

1988年、フレックとヴィクター・ウッテンは、キーボード奏者兼ハーモニカ奏者のハワード・レヴィと、ウッテンの兄でシンセサイザー・パーカッションを演奏するロイ・フューチャーマン・ウッテンとともに、ベラ・フレック＆フレックトーンズを結成した。同バンドは多くのアルバムを録音したが、なかでもセカンド・アルバムの『フライト・オブ・ザ・コズミック・ヒッポ(Flight of the Cosmic Hippo)』はビルボードのコンテンポラリー・ジャズ・アルバム・チャートで1位を獲得した。これにより、ジャズ・フュージョン・ファンの間で人気を高めることとなった。
1992年にレヴィがバンドを去り、1997年にサキソフォン奏者のジェフ・コフィンが加入するまでバンドはトリオ編成となった。コフィンのバンド加入後、最初に録音されたスタジオ・アルバムは『レフト・オブ・クール(Left of Cool)』(1998年)だった。2008年にコフィンがバンドを去り、代わりにデイヴ・マシューズ・バンドのサキソフォン奏者だった故リロイ・ムーア（2008年8月19日死去)が参加した。2009年にはレヴィが再び加入した。2011年にベラ・フレック&フレックトーンズはオリジナル・メンバーでアルバム『ロケット・サイエンス(Rocket Science)』を録音し、ツアーを行った。

## その他の音楽および録音
フレックはサイドマンとして、トニー・ライス、デイヴ・マシューズ・バンド、ジンジャー・ベイカー、フィッシュなどとも共演している。フレックトーンズの活動休止中、デイヴ・マシューズ・バンドとともに、32分3秒にわたる同バンド史上で最長の演奏を行った。

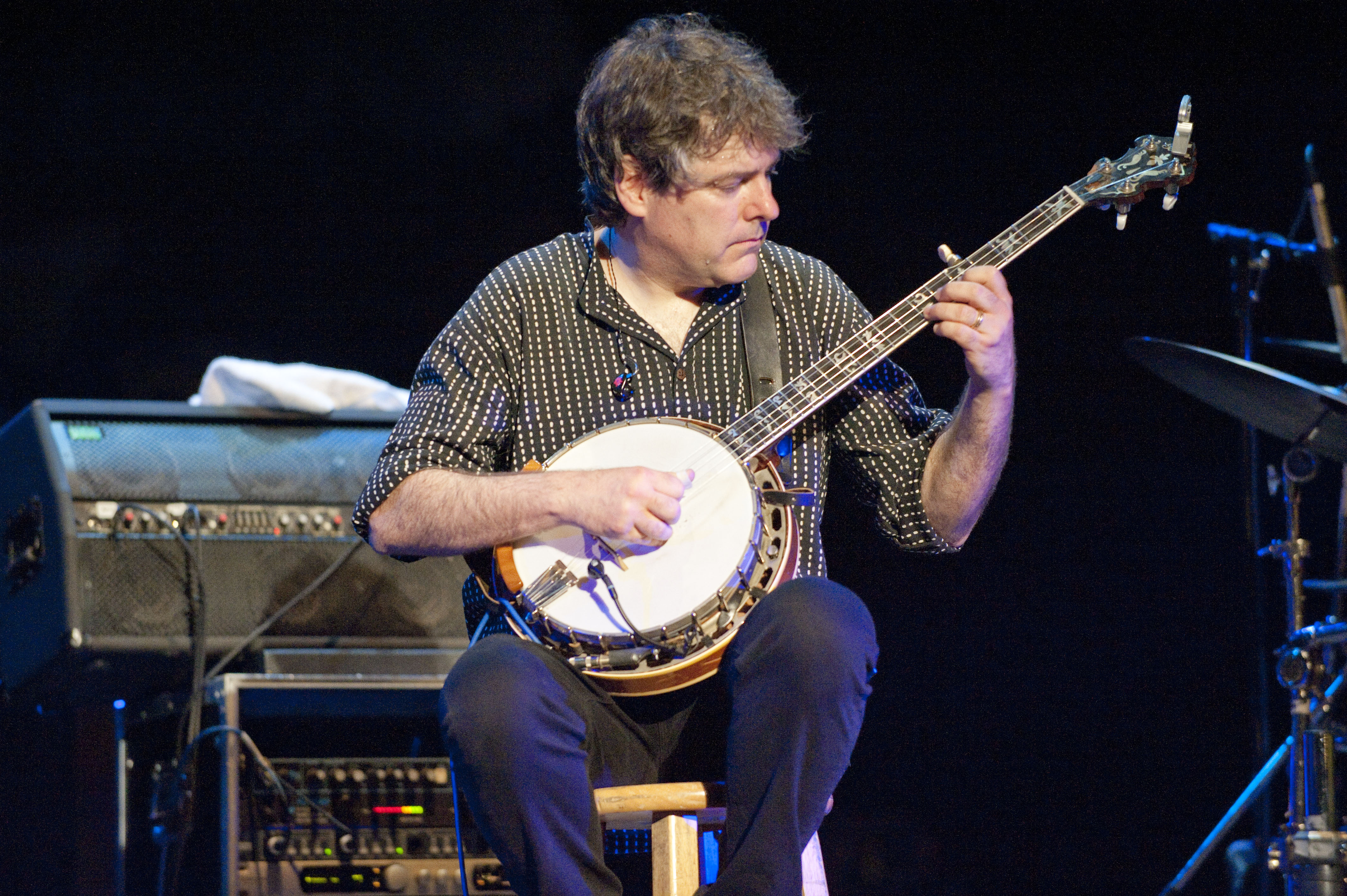
ノースカロライナ州ローリーでのフレック、2011年6月6日

フレックはデイヴ・マシューズ・バンドのアルバム『ビフォア・ディーズ・クラウデッド・ストリーツ(Before These Crowded Streets)』でバンジョーを演奏し、同アルバムのファースト・シングル「Don't Drink the Water」を含む3曲に参加した。
1989年、フレックはマンドリン奏者のサム・ブッシュがリーダーを務めるスーパーグループ、ストレンクス・イン・ナンバーズに誘われて加入した。他のメンバーはリゾネーター・ギター(ドブロ)奏者にジェリー・ダグラス、ベース奏者にエドガー・メイヤー、ヴァイオリン奏者にマーク・オコナーという布陣だった。同グループはブッシュの意思により解散するまで、1枚だけアルバム『テルユライド・セッションズ(The Telluride Sessions)』を録音した。
2001年、フレックは長年の友人で演奏のパートナーであるエドガー・メイヤーとクラシック音楽をバンジョーで演奏した『パーペチュアル・モーション(Perpetual Motion)』を録音した。ジョン・ウィリアムス、エヴェリン・グレニー、ジョシュア・ベルおよびゲイリー・ホフマンといったゲストらが伴奏している。同アルバムの収録曲はショパンの「練習曲 Op. 10-4 嬰ハ短調」、ドビュッシーの「子供の領分」、パガニーニの「常動曲 Op.11 ハ長調」、ベートーヴェンの「ピアノソナタ第14番」、それらに加えてショパンのマズルカ2曲およびドメニコ・スカルラッティのソナタ2曲などである。『パーペチュアル・モーション』は、2002年のグラミー賞でベスト・クラシカル・クロスオーバー・アルバムと「子供の領分」の第1曲 「グラドゥス・アド・パルナッスム博士」の編曲でベスト・インストゥルメンタル・アレンジメントに輝いた。
フレックとメイヤーはバンジョーとベースのための二重協奏曲を作曲し、ナッシュヴィル交響楽団とともに初演した。2人は同交響楽団から三重協奏曲の作曲を委嘱され、同曲のためにインドのタブラ奏者ザキール・フセインを招聘した。同協奏曲は2006年にナッシュヴィルで初演され、同時にアルバム『メロディ・オブ・リズム(The Melody of Rhythm)』のために録音された。トリオはその後2009年、2010年にツアーを行った。フレックは2011年9月22日にテネシー州ナッシュヴィルにおいて、フル編成のナッシュヴィル交響楽団を従えて、バンジョーのための協奏曲を初演した。

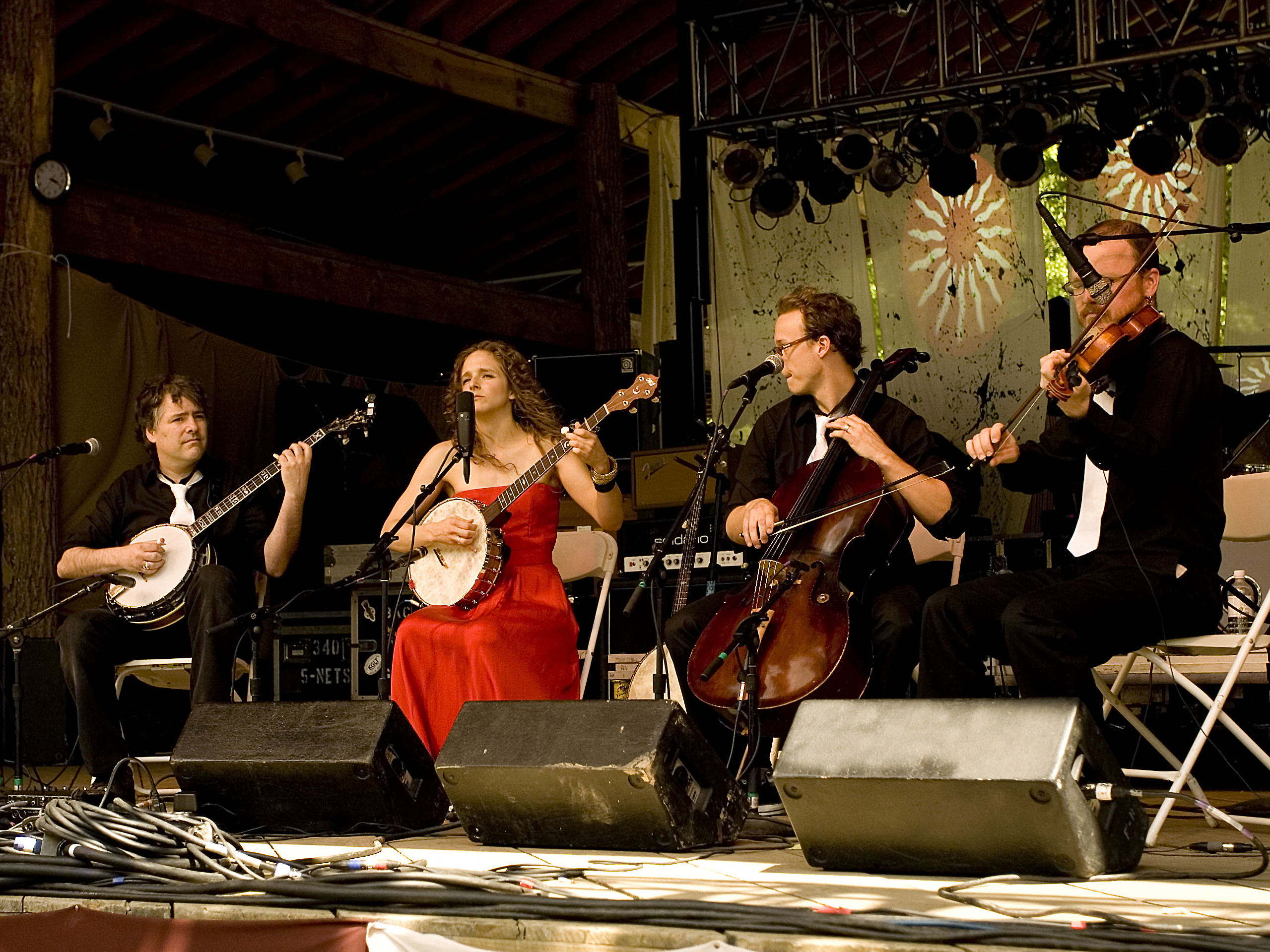
スパロウ・カルテット

2005年、フレックトーンズの活動休止中に、フレックはいくつかの新たなプロジェクトに着手した。アフリカ伝統音楽家との録音、フレックトーンズの17年の活動と再結成についてのドキュメンタリー『ブリング・イット・ホーム(Bring it Home)』の共同執筆、妻であるアビゲイル・ウォッシュバーンのデビュー・アルバム『ソング・オブ・ザ・トラヴェリング・ドーター(Song of the Traveling Daughter)』の共同プロデュース、ジャン＝リュック・ポンティとスタンリー・クラークとの3人でアコースティック・フュージョン・スーパーグループ、トリオ!の結成、スパロウ・カルテットのメンバーとして、ウォッシュバーン、ベン・ソリー、ケイシー・ドリーセンとともにアルバムを録音。

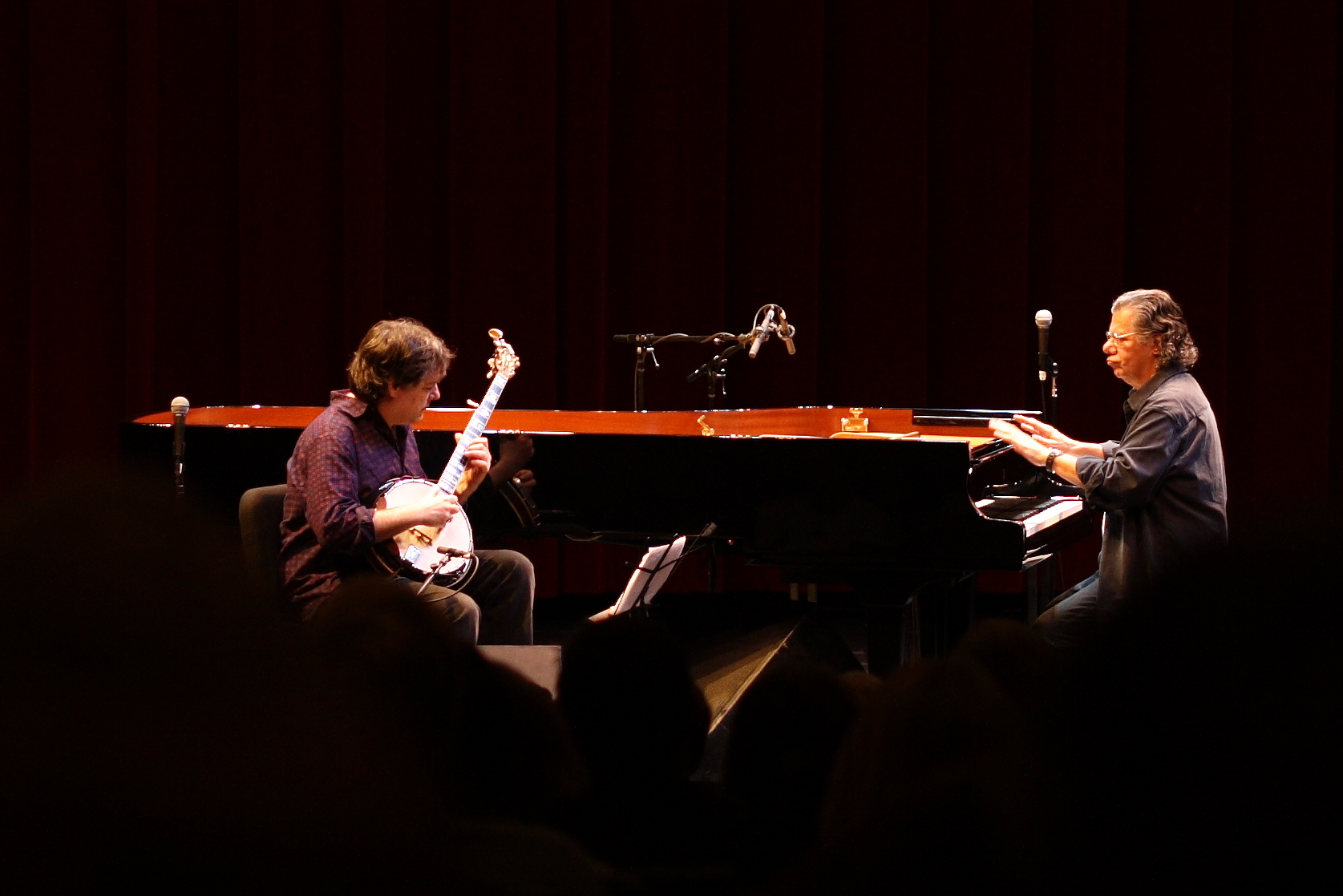
共演中のフレックとチック・コリア、2008年5月1日

2006年末、フレックはチック・コリアとともにアルバム『エンチャントメント(The Enchantment)』を録音し、2007年5月にリリースした。フレックとコリアは2007年にツアーを行った。 
2007年6月、ウィニペグ・フォーク・フェスティバルで、マリ出身のコラ奏者トゥマニ・ジャバテとともに共演した。また2009年のボナルー・フェスティバルでも共演した。
フレックは、バンジョーの先祖である楽器ンゴニのマリ人奏者、チーク・ハマラ・ジャバテとも共演している。
2007年12月、ドイツでAIDSの知名度を高めるため、チャリティー・コンサートを開催した。また、フレックにとって最大のコンサートを2007年12月1日にスイスのベルン大ホール(Grosse Halle Bern)で開催した。

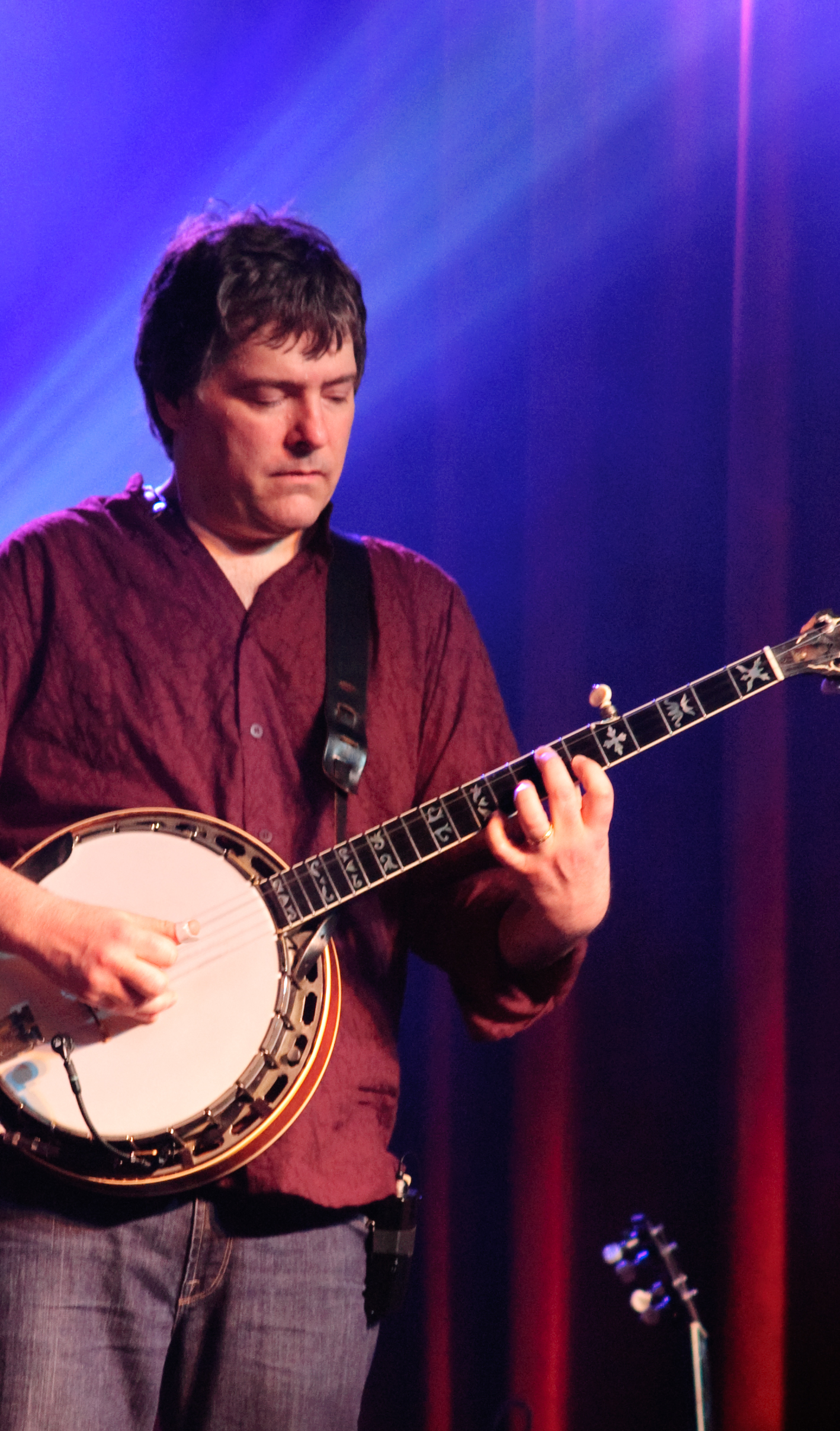
「アフリカ・プロジェクト」ツアー時のフレック、ノースカロライナ州アシュビルのオレンジ・ピールでの演奏

2007年、フレックトーンズは、アメリカ・ツアー中のトゥバ共和国の喉歌合唱団アラッシュとともに、アルバム『ジングル・オール・ザ・ウェイ(Jingle All the Way)』のために3曲を録音した。2008年12月および2009年12月にアラッシュとフレックトーンズはアルバムのプロモーションのためにツアーを行った。アルバムは2009年のグラミー賞でベスト・ポップ・インストゥルメンタル・アルバムを受賞した。
2008年6月13日、ブルーグラスの重鎮サム・ブッシュ、ルーク・ブラ、エドガー・メイヤー、ブライアン・サットン、ジェリー・ダグラスらとともにブルーグラス・オール・スターズの一員としてボナルー・フェスティバルで演奏した。翌14日、フレックはアビゲイル・ウォッシュバーン、スパロウ・カルテットとともに、同フェスティバルで再び演奏した。
フレックはジョーニー・バーテルズのバンジョー奏者である。

## 私生活

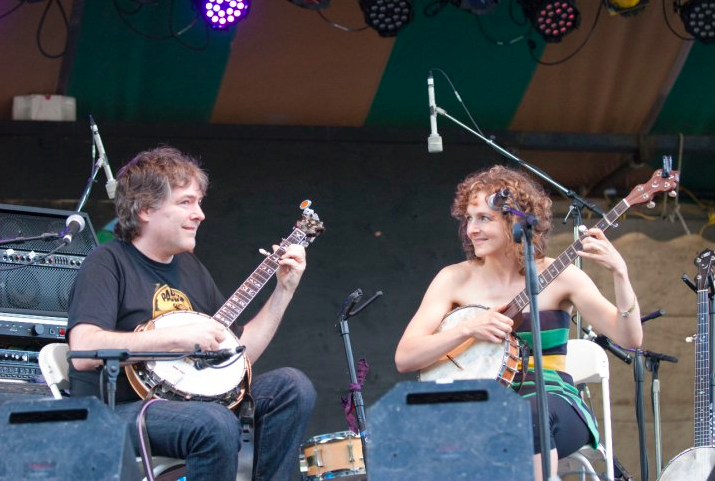
デュオ演奏するフレックと妻のアビゲイル・ウォッシュバーン、2010年のシャコリ・ヒルズ・フェスティバルにて

フレックはバンジョー奏者のアビゲイル・ウォッシュバーンと結婚している。ウォッシュバーンはナッシュヴィルでスクウェアダンスを踊っていた際、ダンスの伴奏をしていたフレックと出会った。その後、フレックはウォッシュバーンのファースト・ソロ・アルバムをプロデュースした。フレックは2007年8月に、異父弟であり、受賞歴のある子供向けTV番組作家サーシャ・パラディーノの結婚式にウォッシュバーンを連れて行った。そこで2人は結婚式の参列者からなる寄せ集めバンドで演奏した。2009年5月、ウェブサイト「ブルーグラス・インテリジェンサー(Bluegrass Intelligencer)」はウォッシュバーンとフレックの来たるべき「戦略的結婚」を風刺し、同夫妻はドリーセン言うところの「聖なるバンジョー皇帝」となるだろう「男系継承者」を約束されていると冗談を飛ばした。2010年2月、アスペン・タイムズ紙はウォッシュバーンがすでにフレックの妻となっていることを記事内で言及した。2013年5月19日、ウォッシュバーンはナッシュヴィルで男子を出産した。
フレックとウォッシュバーンには2013年生まれと2018年生まれの2人の息子がいる。

## メディア出演
フレックは「レイト・ショー・ウィズ・デイヴィッド・レターマン」、「レイト・ナイト・ウィズ・ジミー・ファロン」、「レイト・ナイト・ウィズ・コナン・オブライエン」、「Later with Jools Holland」、「セサミストリート」、「Austin City Limits」、「ザ・トゥナイト・ショー・ウィズ・ジェイ・レノ」、 「Music City Tonight」、「The Marty Stuart Show」などに出演した。また2015年5月には、CBSの「Sunday Morning」に出演した。
フレックはメイキング・ミュージック誌の2013年7・8月号の表紙を飾り、フレックの人生と活動についての記事が掲載された。

## フェスティバル
ソロ活動およびフレックトーンズでの活動でフレックは以下のフェスティバルに出演している。ハイ・シエラ音楽フェスティバル、テルユライド・ブルーグラス・フェスティバル、 マールフェスト、モントリオール国際ジャズ・フェスティバル、トロント・ジャズ・フェスティバル、ニューポート・フォーク・フェスティバル、デルフェスト、オースティン・シティ・リミッツ・ミュージック・フェスティバル、シャコリ・ヒルズ、ボナルー、ニューオーリンズ・ジャズ&ヘリテッジ・フェスティバル、ハードリー・ストリクトリー・ブルーグラスおよびロチェスター国際ジャズ・フェスティバル
。

## 音楽ドキュメンタリー映画
ドキュメンタリー映画『スロウ・ダウン・ユア・ハート(Throw Down Your Heart)』(2008年)において、撮影班はアフリカ各地を旅するベラ・フレックを追う。フレックはアフリカ最高のミュージシャンたちと共演し、バンジョーのアフリカにおける起源を探る。
同映画に関するニューヨーク・タイムズ紙の記事において、スティーヴン・ホールデンは「ウガンダからタンザニアへと至り、さらにガンビアへと向かい、最終的にはマリへとたどり着く旅のあいだに足を止めたあらゆる土地において、フレック氏は天賦の才に恵まれた地元のミュージシャンと演奏し、録音をする。映画が始まって間もなく、ウガンダの村人がアフリカを戦争と病気で荒廃した大陸とみなす大方の見方は『アフリカがアフリカであるところのほんのごく一部』について言っているだけに過ぎないと強く主張する。そして『スロウ・ダウン・ユア・ハート』はこの村人の言葉が正しいことを証明するために足を踏み出すのである」。
同映画はフレックの異父弟であるサーシャ・パラディーノが監督した。

## 逸話
- フレックは自身が影響を受けた人物として、チック・コリア、チャーリー・パーカー、そして上述のアール・スクラッグスを挙げる[40]。フレックはスクラッグスをスリーフィンガー・ピッキング奏法における「間違いなく最高の」バンジョー奏者としている[11]。

- フレックはその名前「ベラ」からハンガリーにルーツを持つと思われがちであるが、実際にはハンガリー系の血は引いていない。そのことを知って落胆したハンガリー大使館よりハンガリー名誉市民権を授与された[41]。

## 栄誉

### グラミー賞とノミネート
フレックはアスリープ・アット・ザ・ホイール、アリソン・ブラウン、エドガー・メイヤーとともにグラミー賞を受賞している。またフレックは他のいかなるミュージシャンよりも多くのカテゴリー、とりわけカントリー、ポップ、ジャズ、ブルーグラス、クラシック、フォーク、スポークン・ワード、作曲、編曲のカテゴリーでノミネートされている。
| 年   | 賞                                               | 作品 | 結果       |
| ---- | ------------------------------------------------ | --- | ---------- |
| 1986 | Country Instrumental                             | Seven By Seven (from New Grass Revival by ニュー・グラス・リヴァイヴァル)                                    | ノミネート |
| 1987 | Country Instrumental                             | Metric Lips (from Hold to a Dream by ニュー・グラス・リヴァイヴァル)                                         | ノミネート |
| 1988 | Bluegrass Album                                  | Drive | ノミネート |
| 1989 | Country Instrumental                             | Bigfoot (from Friday Night in America by ニュー・グラス・リヴァイヴァル)                                     | ノミネート |
| 1991 | Best Instrumental Composition                    | The Sinister Minister                                                                                        | ノミネート |
| 1992 | Best Instrumental Composition                    | Blu-Bop | ノミネート |
| 1992 | Best Contemporary Jazz Performance               | Flight of the Cosmic Hippo (by ベラ・フレック&フレックトーンズ)                                              | ノミネート |
| 1992 | Jazz Instrumental                                | Magic Fingers (from UFO Tofu)                                                                                | ノミネート |
| 1994 | Spoken Word For Children                         | The Creation (by エイミー・グラント)                                                                         | ノミネート |
| 1995 | Best Country Instrumental Performance            | Hightower (by アスリープ・アット・ザ・ホイール with ベラ・フレック and ジョニー・ギンブル)                   | 受賞       |
| 1995 | Country Instrumental                             | Cheeseballs in Cowtown (from The Bluegrass Sessions: Tales from the Acoustic Planet, Vol. 2)                 | ノミネート |
| 1996 | Best Pop Instrumental Performance                | The Sinister Minister (by ベラ・フレック&フレックトーンズ with サム・ブッシュ & ポール・マッカンドレス)      | 受賞       |
| 1996 | World Music                                      | Tabula Rasa                                                                                                  | ノミネート |
| 1998 | 最優秀インストゥルメンタル作曲                   | Almost 12 (by ベラ・フレック&フレックトーンズ)                                                               | 受賞       |
| 1998 | ポップ・インストゥルメンタル・パフォーマンス     | Big Country (from Left of Cool)                                                                              | ノミネート |
| 1998 | カントリー・インストゥルメンタル・パフォーマンス | The Ride (from Restless on the Farm by ジェリー・ダグラス)                                                   | ノミネート |
| 1999 | Bluegrass                                        | Bluegrass Sessions                                                                                           | ノミネート |
| 2000 | Best Contemporary Jazz Album                     | Outbound (by ベラ・フレック&フレックトーンズ)                                                                | 受賞       |
| 2000 | Best Country Instrumental Performance            | Leaving Cottondale (by アリソン・ブラウン and ベラ・フレック)                                                | 受賞       |
| 2000 | Pop Instrumental                                 | Zona Mona (from Outbound)                                                                                    | ノミネート |
| 2001 | Best Instrumental Arrangement                    | Doctor Gradus Ad Parnassum from Children's Corner Suite (Debussy) (by ベラ・フレック and エドガー・メイヤー) | 受賞       |
| 2001 | Best Classical Crossover Album                   | Perpetual Motion (by ベラ・フレック with エドガー・メイヤー、ジョシュア・ベル他)                             | 受賞       |
| 2003 | Country Instrumental Performance                 | Bear Mountain Hop (from The Country Bears Soundtrack)                                                        | ノミネート |
| 2005 | Country Instrumental                             | Who's Your Uncle (from Best Kept Secret by ジェリー・ダグラス)                                               | ノミネート |
| 2005 | Contemporary Jazz Album                          | Soulgrass (by ビル・エヴァンス)                                                                              | ノミネート |
| 2006 | Best Contemporary Jazz Album                     | The Hidden Land (by ベラ・フレック&フレックトーンズ)                                                         | 受賞       |
| 2006 | Pop Instrumental                                 | Subterfuge (from The Hidden Land)                                                                            | ノミネート |
| 2009 | Best Pop Instrumental Album                      | Jingle All The Way (by ベラ・フレック&フレックトーンズ)                                                      | 受賞       |
| 2009 | Country Instrumental Performance                 | Sleigh Ride (from Jingle All The Way)                                                                        | ノミネート |
| 2010 | Best Pop Instrumental Performance                | Throw Down Your Heart (by ベラ・フレック)                                                                    | 受賞       |
| 2010 | Best Contemporary World Music Album              | Throw Down Your Heart (by ベラ・フレック)                                                                    | 受賞       |
| 2010 | Best Classical Crossover Album                   | The Melody of Rhythm                                                                                         | ノミネート |
| 2011 | Best Contemporary World Music Album              | Throw Down Your Heart, Africa Sessions Part 2: Unreleased Tracks (by ベラ・フレック)                         | 受賞       |
| 2012 | Best Instrumental Composition                    | Life in Eleven (by ベラ・フレック and ハワード・レヴィ)                                                      | 受賞       |
| 2016 | Best Folk Album                                  | Béla Fleck & Abigail Washburn                                                                                | 受賞       |
| 2016 | Best American Roots Performance                  | And Am I Born to Die (with アビゲイル・ウォッシュバーン)                                                     | ノミネート |
| 2021 | Best Historical Album                            | Throw Down Your Heart: The Complete Africa Sessions                                                          | ノミネート |
| 2022 | Best Bluegrass Album                             | My Bluegrass Heart                                                                                           | 受賞       |
| 2024 | Best Contemporary Instrumental Album             | As We Speak (with エドガー・メイヤー & ザキール・フセイン)                                                   | 受賞       |
| 2024 | Best Global Music Performance                    | Pashto (with エドガー・メイヤー & ザキール・フセイン)                                                        | 受賞       |